# Cozzo Ogliastri
Cozzo Ogliastri este o arie protejată (arie specială de conservare — SAC, sit de importanță comunitară — SCI) din Italia întinsă pe o suprafață de 1.598 ha, integral pe uscat.

## Localizare
Centrul sitului Cozzo Ogliastri este situat la coordonatele 37°12′05″N 15°04′10″E / 37.201389°N 15.069444°E.

## Înființare
Situl Cozzo Ogliastri a fost declarat sit de importanță comunitară în septembrie 1995 pentru a proteja 1 specie de plante și 10 specii de animale. Situl a fost protejat și ca arie specială de conservare în decembrie 2017.

## Biodiversitate
Situată în ecoregiunea mediteraneană, aria protejată conține 12 habitate naturale: Pseudostepă cu ierburi și specii anuale de Thero-Brachypodietea, Păduri de stejar alb estice, Tufărișuri termo-mediteraneene și de pre-deșert, Pante stâncoase calcaroase cu vegetație casmofită, Păduri de Olea și Ceratonia, Galerii de Salix alba și de Populus alba, Iazuri temporare mediteraneene, Peșteri inaccesibile publicului, Păduri de Quercus ilex și Quercus rotundifolia, Păduri de Platanus orientalis și Liquidambar orientalis (Platanion orientalis), Sarcopoterium spinosum phryganas, Păduri de Quercus suber.
La baza desemnării sitului se află mai multe specii protejate:
- plante (1): Dianthus rupicola
- păsări (8): fâsă-de-câmp (Anthus campestris), pasărea ogorului (Burhinus oedicnemus), șerpar (Circaetus gallicus), erete de stuf (Circus aeruginosus), șoim călător (Falco peregrinus), acvilă pitică (Hieraaetus pennatus), ciocârlie de pădure (Lullula arborea), ciocârlie de bărăgan (Melanocorypha calandra)
- reptile (2): țestoasă bănățeană (Testudo hermanni), elaphe situla (Zamenis situla)

Pe lângă speciile protejate, pe teritoriul sitului au mai fost identificate 20 de specii de plante, 4 specii de păsări, 3 specii de amfibieni, 170 de specii de nevertebrate, 7 specii de reptile.